# Vägg

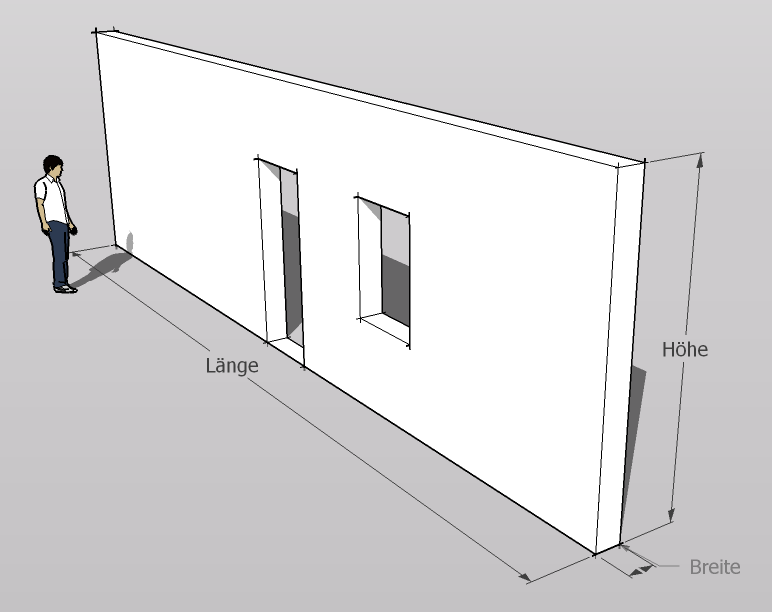
En vägg: höjd, längd och tjocklek

En vägg är en, oftast vertikal, rumsavgränsande byggnadsdel. 
Ordet vägg är  nordiskt och gotiskt med grundbetydelsen flätverk. Troligen skapades tidiga väggar av flätade vidjor som tätades med lera.
Väggar som utgör gräns mellan inomhus- respektive utomhusklimat kallas ytterväggar medan väggar som finns inom en byggnad kallas innerväggar. Konstruktivt skiljer man mellan bärande väggar och icke bärande väggar.
Vidare brukar man skilja på väggar av olika byggnadsmaterial eftersom både deras gestaltning och konstruktiva egenskaper skiljer sig åt. Vanligt är dock att väggar består av en kombination av olika material som tillsammans optimerar de värme- och ljudisolerande, bärande och estetiska egenskaperna.
Väggar kan bestå av flera lager med olika uppgift: estetiskt tilltalande och vädertålig fotbeklädnad, ett vindtätt skikt, bärande konstruktioner, värmeisolering, eventuell fuktspärr och så vidare. I äldre byggnader kombineras funktionerna ofta, såsom i massiva väggar av stockar eller tegel.